# Arquip (personatge bíblic)
|  | Per a altres significats, vegeu «Arquip (desambiguació)». |

Arquip (grec antic: Ἅρχιππος que significa « cap de la cavalleria ») és un creient paleocristià esmentat breument al Nou Testament, la Carta a Filèmon i la dels Colossencs.

## Rols

### En el Nou Testament
A la carta de Pau a Filèmon, Arquip és citat un cop al costat de Filèmon i d'Àpia (la seva esposa), com un hoste de l'Església i un «company nostre en el combat» A l'Epístola als Colossencs, atribuïda a Pau, l'Església és encarregada de dir-li a Arquip
| «              | (...) que vetlli pel ministeri que ha rebut en el Senyor i que procuri complir-lo- | » |
| — ［Col 4:17］ |                                                                                    |   |

### En la tradició
Segons les Constitucions Apostòliques (7.46) del segle iv, Arquip és el primer bisbe de Laodicea a Frígia (actual Turquia). Una altra tradició diu que hauria estat un dels setanta-dos deixebles designats per Jesucrist.
Se celebra el 20 de març a Occident, i se celebra sol el 19 de febrer o amb Filèmon el 22 de novembre a Orient.

## Mort
Durant la persecució dels cristians de l'emperador romà Neró (54-68 dC), Arquip, Filemó i Àpia van ser portats a judici per predicar la seva fe en Crist. Arquip va ser apunyalat mentre Àpia i Filèmon van ser enterrats fins a la cintura i apedregats.